# Fondation Vallet
 (février 2025).
La Fondation Vallet, créée en 1999 par Odon Vallet  aidé par Jean-Daniel Vallet, est une association à but non lucratif qui accompagne la réussite scolaire des apprenants à travers ses programmes socio-éducatifs. Elle est active en France, au Bénin et au Vietnam, installant un gigantesque réseau de bibliothèques et de laboratoires de langues modernes en Afrique francophone,,.

## Domaines d'intervention
La Fondation Vallet intervient l'éducation, le social. Elle distribue des bourses d'études et finance des projets qui soutiennent l'accès à l'éducation pour les jeunes de trois pays que sont : le Bénin, la France et le Vietnam,. 
Elle finance l’enseignement de langues internationales comme l'anglais, l’allemand et l'espagnol à travers l'installation des laboratoires de langues dans les bibliothèques qu'elle construit aux apprenants.
En 2024, la Fondation Vallet élargit ses actions pour inclure l'enseignement des sciences nouvelles comme l'Intelligence Artificielle (IA), le Machine Learning et le Big Data.

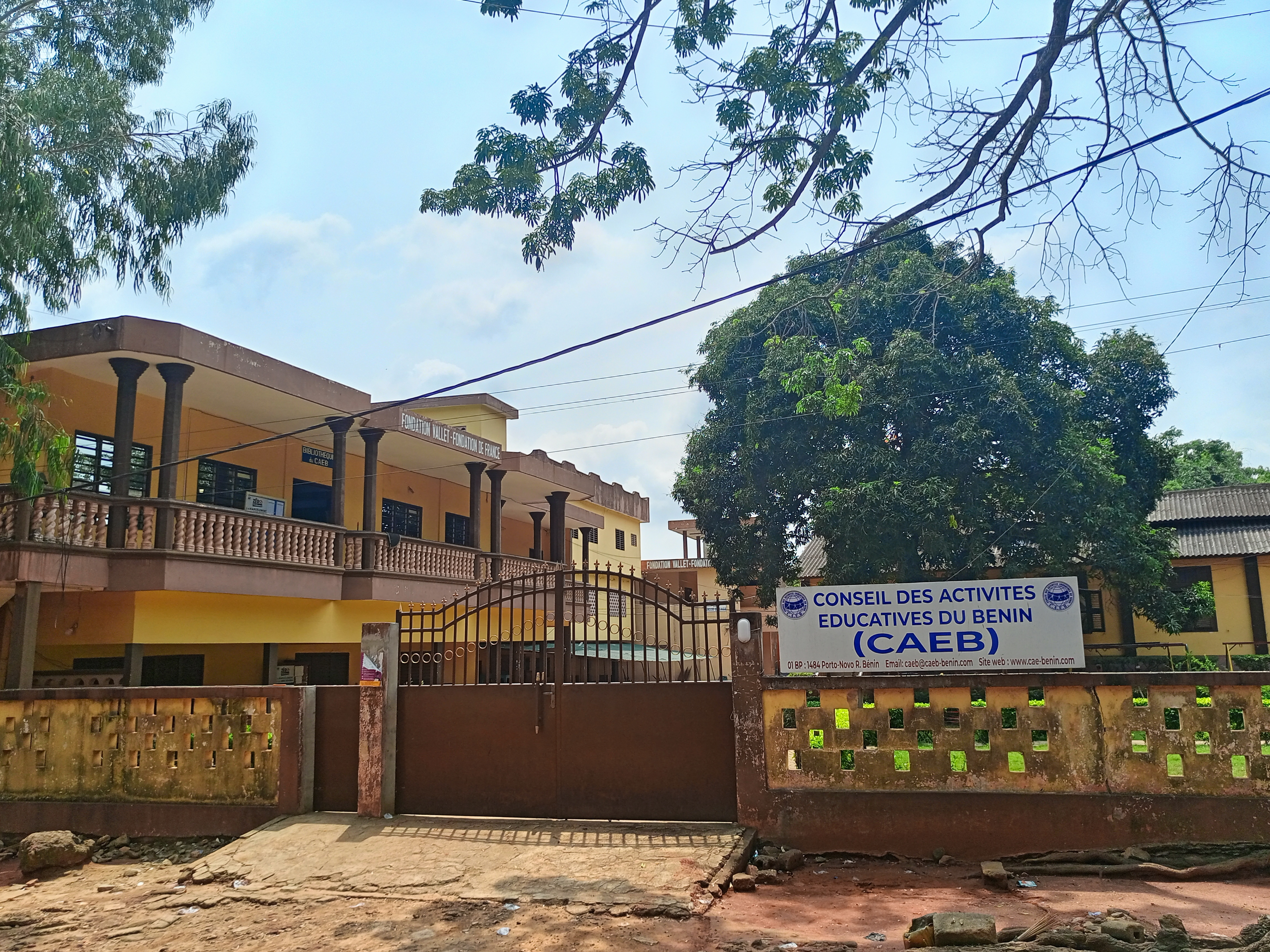
Bibliothèque du CAEB à Porto-Novo

## Réalisations
De 1999 à 2024, la Fondation Vallet finance à hauteur de 137 millions de dollars les programmes de bourses, d'apprentissage, de construction et de fonctionnement des bibliothèques ainsi que d'appui financier aux villages d’enfants SOS en France au Vi Bénin.

### Au Bénin
La Fondation Vallet, active au Bénin depuis 2003, promeut l'éducation, la culture et la santé. Elle contribue à l'amélioration de l'accès à l'éducation en attribuant des milliers de bourses aux  apprenants béninois et en soutenant la création de bibliothèques à travers le pays,, offrant ainsi des ressources précieuses à des milliers de jeunes. 
Ces bibliothèques, réparties dans plusieurs grandes villes du Bénin. À Porto-Novo, elle installe et alimente le Conseil des Activités Éducatives du Bénin composé de plusieurs bibliothèques, de laboratoires de langues et d'un cybernétique. Elle implante aussi ces centres éducatifs à Parakou et Abomey. Devenus de centres de savoir incontournables en Afrique francophone, ses bibliothèques comprennent  des laboratoires de langues  anglaise, espagnole, allemande et locale.   
Aussi, elle construit une bibliothèque moderne pour les étudiants en médecine à Cotonou et l'approvisionne de plus de 10 000 livres, des équipements informatiques et une connexion wifi haut débit,.
En collaboration avec l'ONG Bénin Excellence, elle finance la construction de deux bibliothèques à hauteur de deux millards de FCFA à Abomey-Calavi dans les quartiers de Godomey et de Zogbadjè et s'engage.
En plus de son engagement pour l'éducation, la Fondation s'investit dans la formation des jeunes aux nouvelles technologies, notamment par le biais de son Club d'Intelligence Artificielle à Natitingou et l'organisation d'ateliers sur l'IA et la robotique,. 
Elle met également un service médical  à la disposition des détenus. Ainsi, elle offre 37.000 consultations médicales aux personnes incarcérées en 2023.
Cette approche globale témoigne de sa contribution pour le développement durable et l’amélioration des conditions de vie des populations les plus vulnérables en France, au Bénin et au Vietnam.

### En France
Sous les auspices de Fondation de France, elle offre de bourse à 300 jeunes brillants de l’Académie de Paris inscrits dans des métiers d’art et de la gastronomie-hôtellerie. Depuis sa création jusqu'en 2017, 5000 jeunes sont bénéficiaires de cette bourse,.

### Au Vietnam (Viêt Nam)
La Fondation Vallet s'investit dans l'éducation au Vietnam  depuis 2001 quand elle octroie des bourses à 300 Vietnamiens. En 2024, le nombre de jeunes bénéficiaires de la bourse Vallet s'élève à 50.000 dont 400 médaillés à des olympiades scientifiques mondiales pour 20 millions de dollars déjà décaisés.   
Pour  Odon Vallet, « le Vietnam est un pays extraordinaire qui n’a pas d’équivalent au monde pour les qualités intellectuelles des jeunes ». 